# Siemens-Schuckert B-B (RFFSA)
A Siemens-Schuckert B-B foi um modelo de locomotiva elétrica de 3000 hp importada da Alemanha pela Rede Ferroviária Federal entre 1958 e 1959. Com sete unidades, numeradas como 2201 a 2207, operou nas divisões Central do Brasil e Santos-Jundiaí até serem retiradas de serviço em 1987. O último exemplar dela encontra-se estacionado no Pátio de Paranapiacaba em avançado estado de corrosão, aguardando a conclusão de seu processo de tombamento pelo Condephaat.

## História

### Projeto e fabricação

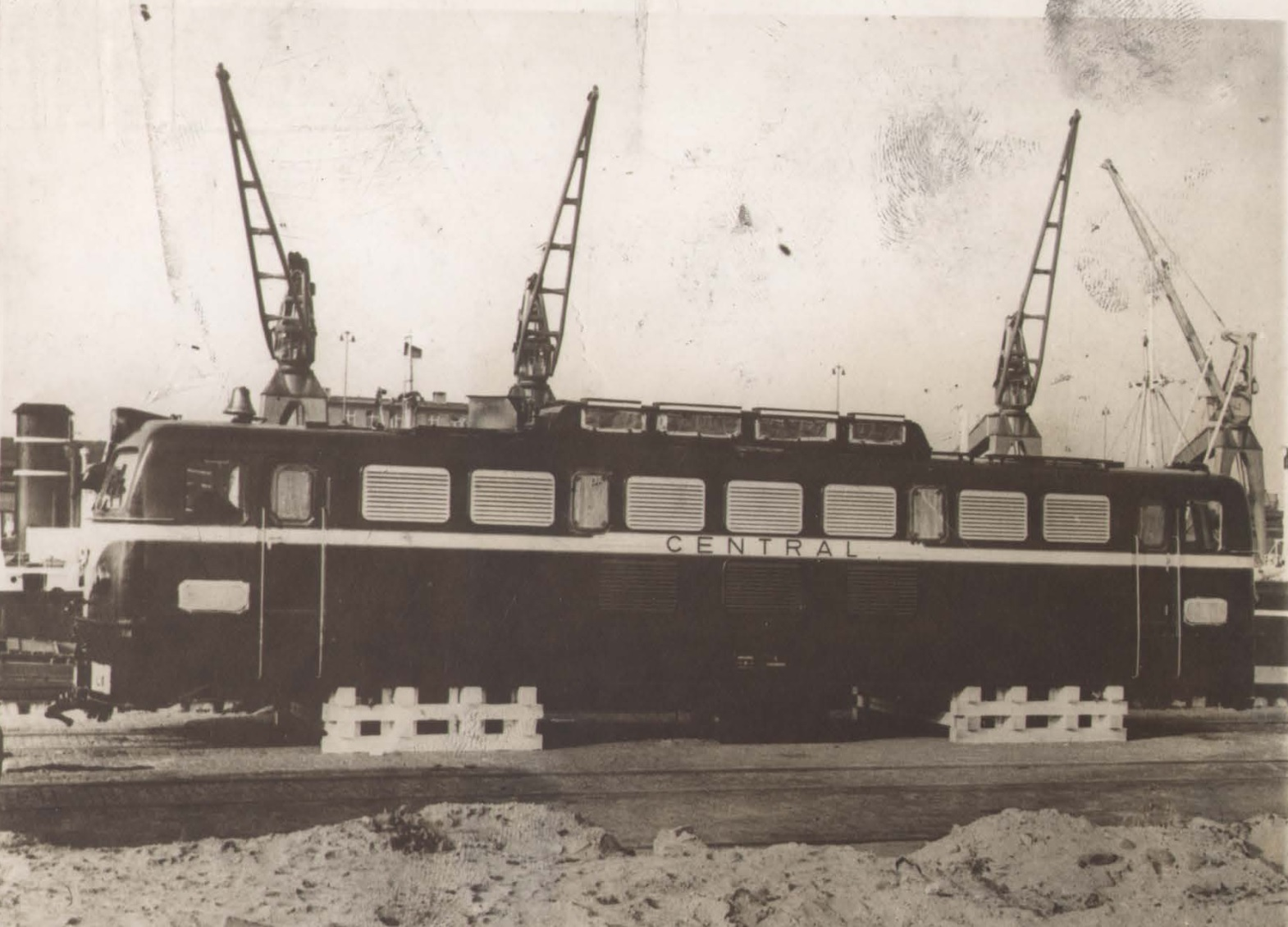
Primeira locomotiva antes do embarque para o Brasil.

Em 1935 a Estrada de Ferro Central do Brasil assinou um contrato de eletrificação com a empresa britânica Metropolitan-Vickers para o fornecimento de equipamentos elétricos, trens-unidade e locomotivas. O contrato acabou cancelado pela Segunda Guerra Mundial e sendo lentamente retomado por outras empresas (como a Prado Uchoa) no final da década de 1940. O objetivo principal era a eletrificação da ferrovia entre o Rio de Janeiro e Volta Redonda. Inicialmente o trecho entre o Rio e Barra do Piraí acabou eletrificado, sendo inaugurado em 29 de março de 1949. A eletrificação chegaria até Volta Redonda em 1956. Com isso, a Central precisou ampliar sua frota de locomotivas elétricas. Em 1957 a Central do Brasil acabou absorvida pela Rede Ferroviária Federal (RFFSA). Para complementar seu parque de tração de locomotivas elétricas, a RFFSA encomendou sete locomotivas elétricos de 3000 hp de potência para a empresa alemã Siemens Schuckert. O primeiro exemplar foi transportado pelo navio Lóide Canadá e entregue em 2 de setembro de 1958 e os últimos no ano seguinte.

### Operação
As locomotivas iniciaram sua operação na Estrada de Ferro Central do Brasil, circulando entre o Rio de Janeiro e Volta Redonda. Inicialmente haviam sido pintadas de fábrica com o esquema de cores da Central, de fundo azul e faixa horizontal amarela à meia altura. Em algum momento da década de 1960 foram pintadas nas cores da Rede Ferroviária Federal, de fundo vermelho e linhas horizontais amarelas. Na década de 1970 foi iniciada a desativação da eletrificação do trecho entre Volta Redonda e Japeri, concluída em 1984. Com isso as locomotivas Siemens e GE que operavam naquele trecho foram transferidas entre o final dos anos 1970 e início dos anos 1980 para a Estrada de Ferro Santos-Jundiaí. Ali operaram trens de carga e de passageiros entre Jundiaí e Paranapiacaba até 1987 quando foram desativadas em prol de locomotivas diesel e das restantes locomotivas elétricas English Electric.

### Desativação
Enquanto seis locomotivas foram sucateadas, um exemplar acabou estacionado em um pátio da estação Paranapiacaba desde 1987. Apesar das tentativas de preservação (incluindo uma mal sucedida tentativa de restauração cosmética pela Siemens), esse exemplar acabou deteriorando-se até que em 2018 foi iniciado seu processo de tombamento pelo Condephaat.
| Modelo | Potência (HP) | Bitola (m) | Fabricante        | Origem   | Ano de Fabricação |
| ------ | ------------- | ---------- | ----------------- | -------- | ----------------- |
| B-B    | 3000          | 1,600      | Siemens-Schuckert | Alemanha | 1958-1959         |